# Рис (тауншип, Миннесота)
Рис (англ. Reis) — тауншип в округе Полк, Миннесота, США. На 2000 год его население составило 74 человека.

## География
По данным Бюро переписи населения США площадь тауншипа составляет 88,1 км², из которых 88,1 км² занимает суша, водоёмов нет.

## Демография
По данным переписи населения 2000 года здесь находились 74 человека, 33 домохозяйства и 22 семьи. Плотность населения —  0,8 чел./км². На территории тауншипа расположено 35 построек со средней плотностью 0,4 построек на один квадратный километр. Расовый состав населения: 100,00 % белых.
Из 33 домохозяйств в 24,2 % воспитывались дети до 18 лет, в 57,6 % проживали супружеские пары, в 6,1 % проживали незамужние женщины и в 33,3 % домохозяйств проживали несемейные люди. 30,3 % домохозяйств состояли из одного человека, при том 15,2 % из — одиноких пожилых людей старше 65 лет. Средний размер домохозяйства — 2,24, а семьи — 2,82 человека.
21,6 % населения — младше 18 лет, 8,1 % — в возрасте от 18 до 24 лет, 20,3 % — от 25 до 44, 33,8 % — от 45 до 64, и 16,2 % — старше 65 лет. Средний возраст — 45 лет. На каждые 100 женщин приходилось 117,6 мужчин. На каждые 100 женщин старше 18 приходилось 107,1 мужчин.
Средний годовой доход домохозяйства составлял 33 125 долларов, а средний годовой доход семьи —  32 917 долларов. Средний доход мужчин —  41 250  долларов, в то время как у женщин — 27 500. Доход на душу населения составил 18 261 доллар. За чертой бедности не находилась ни одна семья и 5,0 % всего населения тауншипа.